# Crapaud
Crapaud es un municipio rural canadiense situado en la provincia de Isla del Príncipe Eduardo.

## Superficie
Crapaud tiene una superficie de 2,1 km².

## Demografía
En 2021, tenía 361 habitantes, una densidad poblacional de 172,3 hab./km², y 158 viviendas.